# Crown (xu Anh)
Crown của Anh là loại xu bạc có mệnh giá cao nhất của Vương quốc Anh và Scotland, nó ra đời sau khi Anh và Scotland Liên minh với nhau vào năm 1707. Nói đúng hơn sự ra đời của đồng tiền này dùng để thay thế cho đồng Dollar Scotland và đồng Crown Anh (cũ), mệnh giá của nó tương đương với 5 shilling.
Đời đầu, crown luôn được đúc bằng bạc với trọng lượng khoảng 1 ounce, tỷ lệ bạc của xu lên đến 92,5%, nhưng về sau thì tỷ lệ bạc càng giảm lại, chỉ còn 50% dưới thời vua George V và George VI, kể từ năm 1951 được đúc bằng hợp kim Đồng niken... Trong thế kỷ XIX và XX, loại xu này không còn đúc để đưa vào lưu thông mà chỉ là một đồng xu dùng lưu niệm.
Năm 1971, đồng tiền của Anh được chuyển sang hệ thập phân thì loại xu 1 crown được đúc thêm một vài lần nữa, ban đầu giá trị danh nghĩa là 25 pence. Tuy nhiên, những xu crown kỷ niệm được phát hành từ năm 1990 có mệnh giá là 5 bảng Anh.

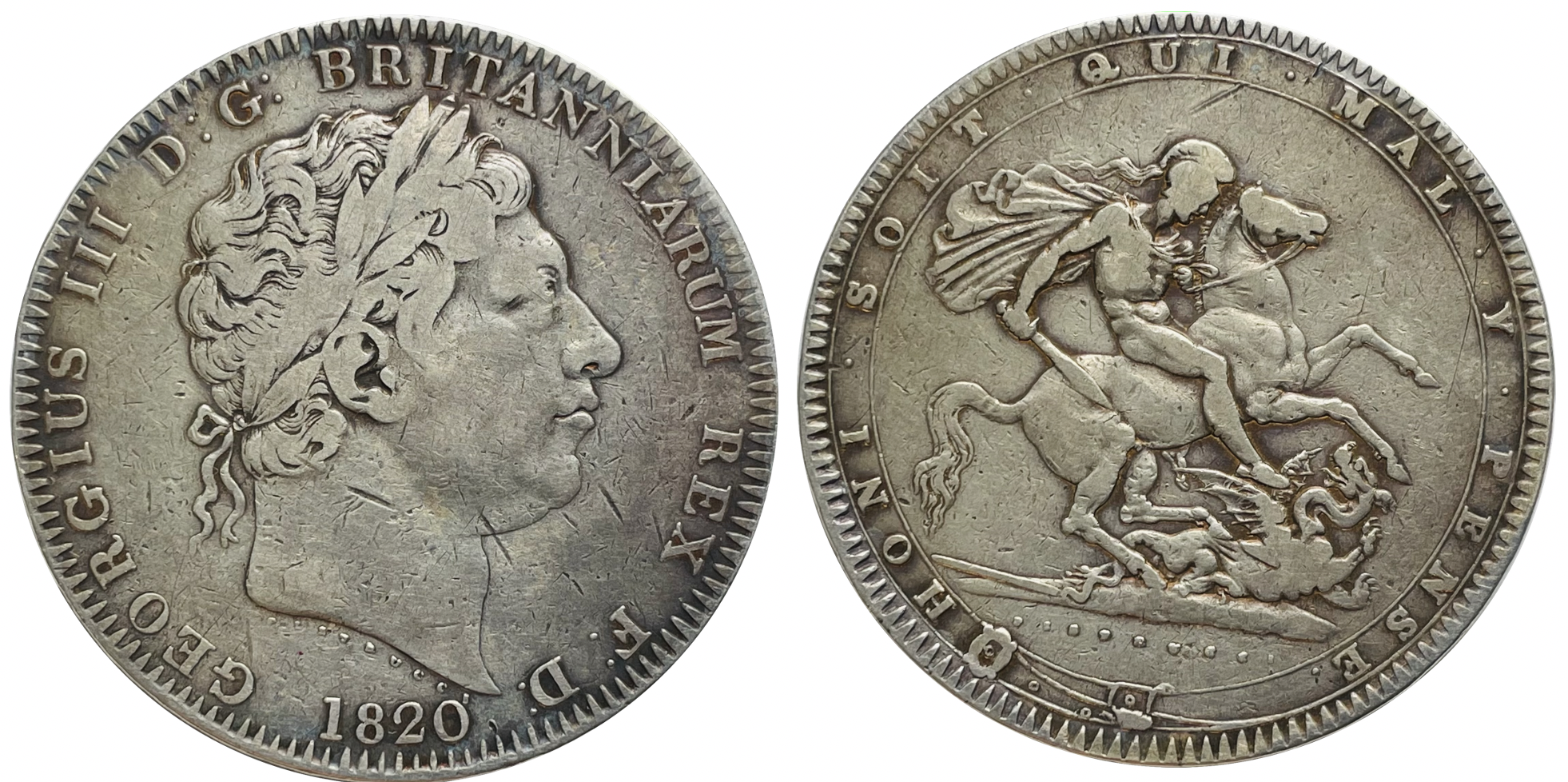
Crown (xu Anh) George III - Vua của Anh và Hanover; Thời gian đúc: 1818 - 1820; Đường kính: 37,6mm; Trọng lượng: 28,28g; Tỷ lệ bạc 92.5% (26,159g bạc nguyên chất); Năm đúc 1820 với số lượng 448.200 xu

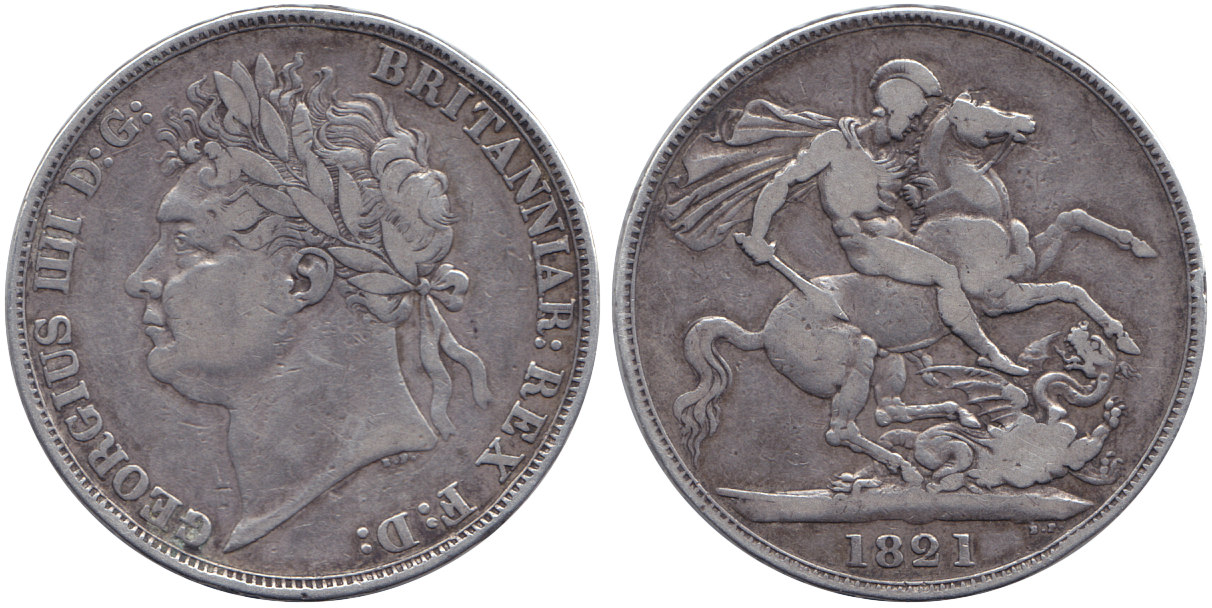
1 crown George IV - 1821; Trọng lượng 28,28gr; Đường kính 37,6mm; Tỷ lệ bạc 92,5%; Thời gian đúc 1821-1822; Số lượng xu được đúc 125.000 xu

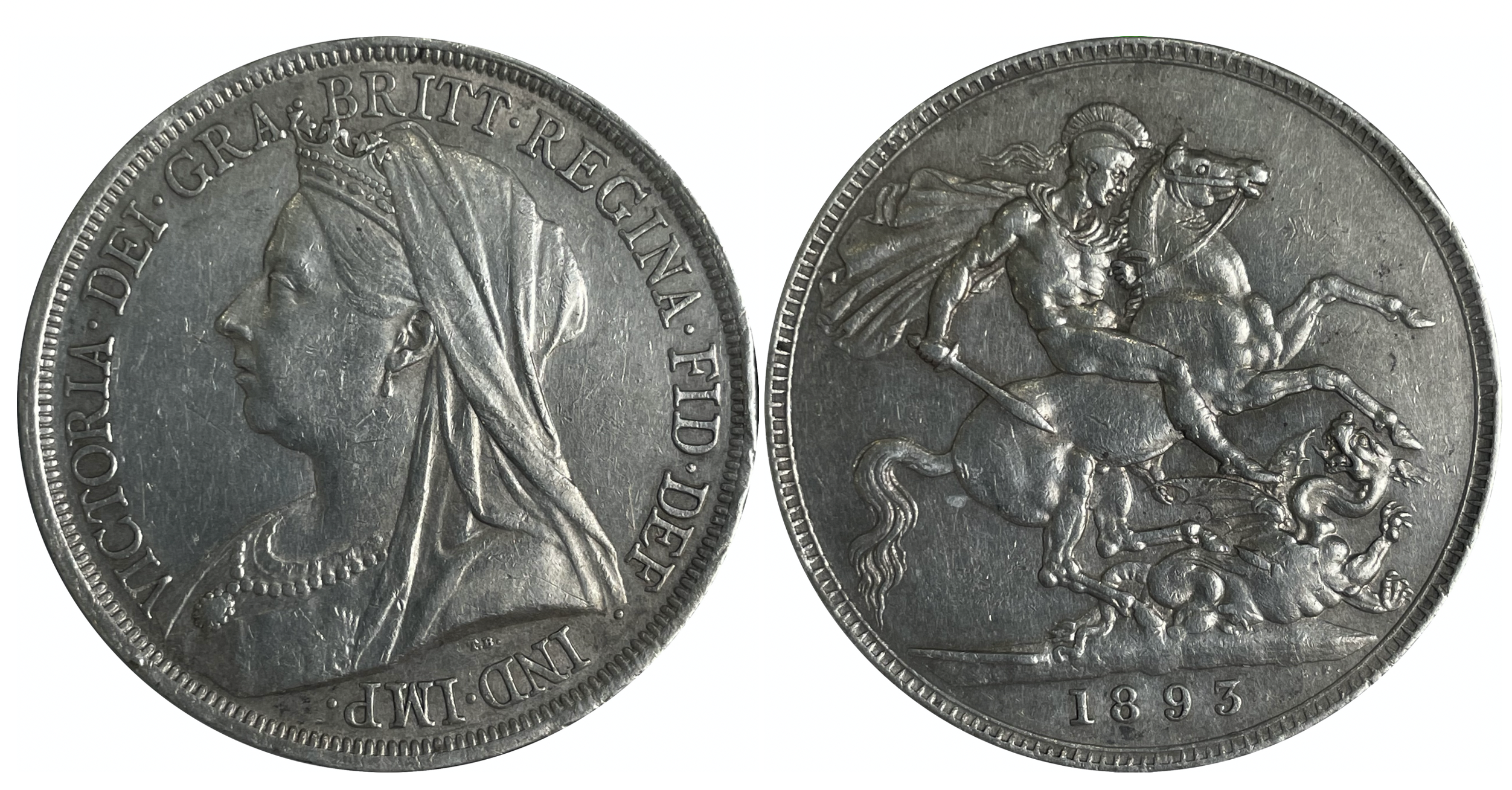
1 crown Victoria của Anh - 1893; Trọng lượng 28,28gr; Đường kính 38,61mm; Tỷ lệ bạc 92,5%; Thời gian đúc 1893 - 1900; Số lượng xu được đúc 497.800

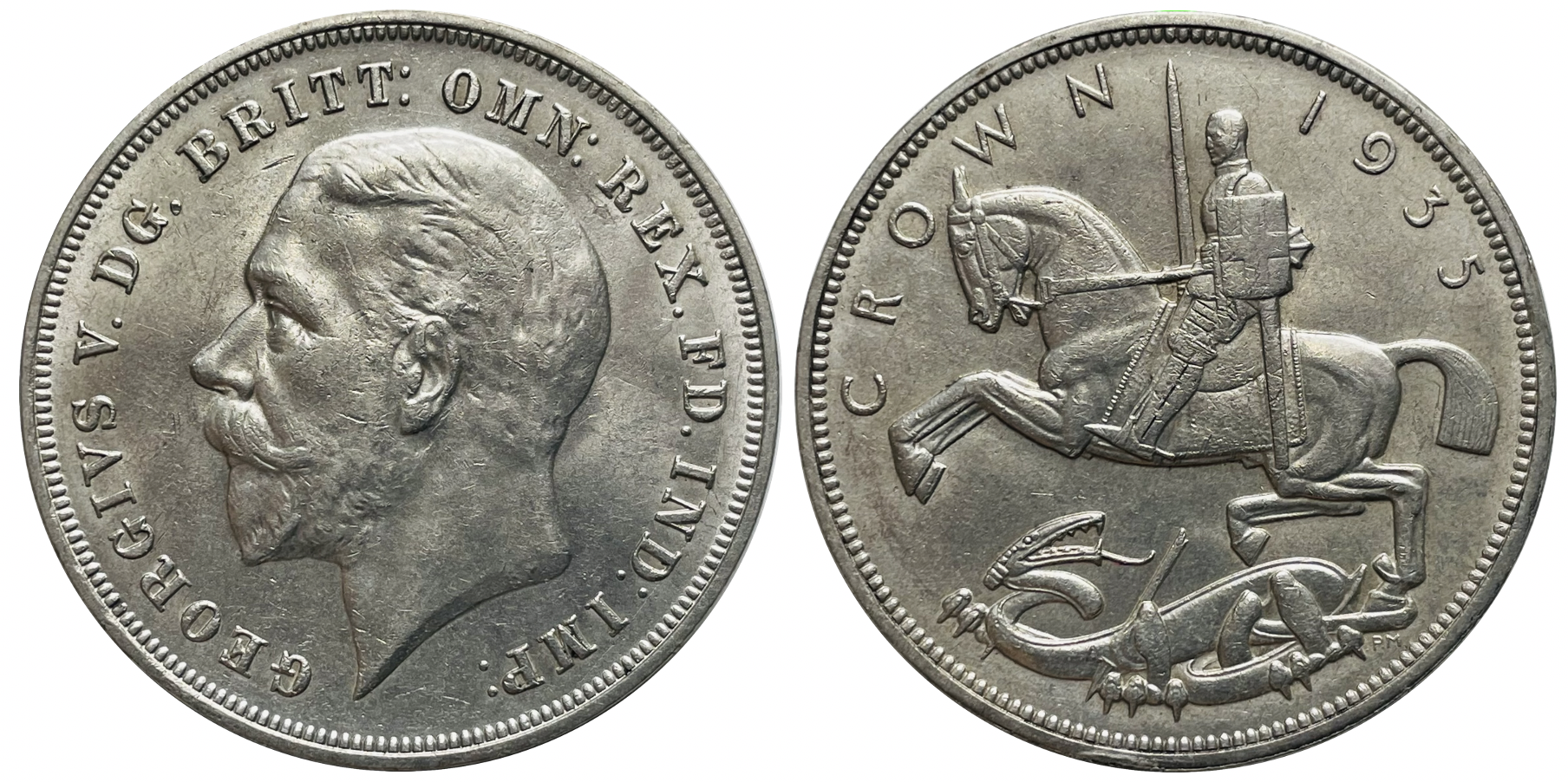
1 crown George V 1935 đúc với số lượng 714,700 xu; Đường kính 38,61mm; Trọng lượng 28,28g; Tỷ lệ bạc: 50%

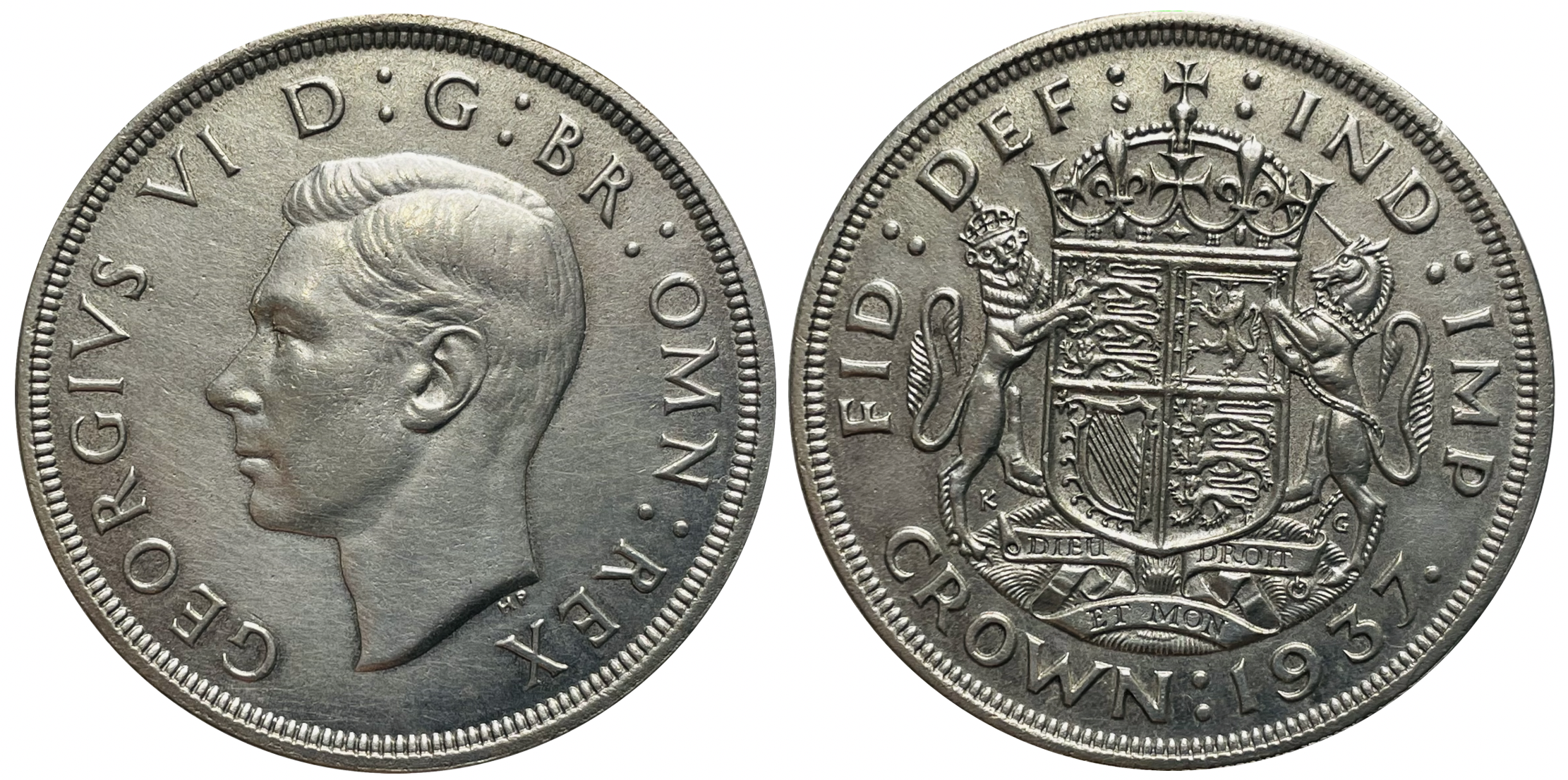
1 crown George VI, 1937 đúc với số lượng 418,600 xu; Đường kính 38,61mm; Trọng lượng 28,28g; Tỷ lệ bạc 50%

Đồng crown này có nguồn gốc từ xu bạc crown cũ của Anh, cùng với các loại xu bạc tương tự tồn tại ở nhiều quốc gia châu Âu từ thế kỷ XVI trở về sau. Ví dụ nổi tiếng nhất chính là đồng Dollar Tây Ban Nha, tất cả các loại xu này đều có thông số tương tự nhau (đường kính khoảng 38mm và chứa khoảng 25gr bạc mịn), vì thế chúng có thể hoán đổi cho nhau trong thương mại quốc tế. Vương quốc Anh cũng cho đúc crown bằng vàng vào thế kỷ XVI và XVII.
Các khuôn đúc loại crown vàng và bạc dưới thời Nữ vương Anne I và vua George I đều được khắc bởi John Croker, một nghệ nhân di cư từ Dresden, Công quốc Sachsen đến Anh.
Crown Anh là một đồng xu lớn và từ thế kỷ XIX, nó không được lưu hành nhiều. Tuy nhiên, các đồng xu crown thường được đúc vào năm mà các vị quân chủ Anh lên ngôi, điều này diễn ra từ thời vua George IV cho đến thời Nữ vương Elizabeth II người đang trị vì nước Anh hiện tại, ngoại trừ vua George V.
Xu bạc 1 crown phiên bản Gothic dưới thời Victoria của Anh được đúc năm 1847 (với số lượng chỉ 8.000 xu), nhầm kỷ niệm sự phục hưng của Gothic được các nhà sưu tầm xem là đồng xu đẹp nhất của Anh từng được đúc.
Những xu crown bạc đời đầu từ thời Nữ vương Anne cho đến thời George V của Anh tuy có kích thước khác nhau, dao động từ 37,6mm - 38,6mm, nhưng trọng lượng đều 28,28gr và được đúc bằng Bạc sterling (hợp kim chứa 92,5% bạc).
Sau khi đổi sang tiền tệ thập phân vào ngày 15/02/1971, đồng xu 25 pence đã được đúc để thay thế xu crown như một loại tiền xu kỷ niệm. Lúc đầu giá trị của xu tương đương với 25 pence, nhưng từ năm 1990, mệnh giá của 1 crown được nâng lên 5 bảng Anh. Có thể là do kích thước lớn, chi phí sản xuất cao. Mặc dù sự thay đổi này dễ hiểu, nhưng nó đã mang lại một chút nhầm lẫn và niềm tin sai lầm phổ biến rằng tất cả các xu crown đều có mệnh giá 5 bảng Anh, bao gồm cả những xu được đúc trước năm 1990.
Mệnh giá hợp pháp của 1 crown vẫn là 5 shilling từ năm 1544 đến năm 1965, tuy nhiên trong hầu hết thời kỳ này, trên đồng xu không được hiển thị mệnh giá. Từ năm 1927 đến năm 1939, từ "Crown" xuất hiện trên đồng xu và từ năm 1951 đến năm 1960, từ crown được đổi thành "5 shilling". Loại 1 crown được đúc từ năm 1818 vẫn có mệnh giá tương đương với 25 pence.
Mặc dù tất cả các loại xu được đúc kể từ năm 1951 đều bằng chất liệu Đồng niken, nhưng đồng crown phiên bảng đặc biệt được đúc dành cho các nhà sưu tầm với chất liệu bằng vàng, bạc và đôi khi là bạch kim.
Đối với 1 crown bạc, chất liệu tiêu chuẩn được thiết lập từ thế kỷ XII bởi vua Henry II của Anh, hợp kim này gọi là Bạc sterling với 92,5% bạc và 7,5% đồng. Đây là một hợp kim bền và ổn định, nhưng vẫn đảm bảo tỷ lệ bạc cao trong đồng xu.
Từ năm 1920, hàm lượng bạc trong tất cả các xu của Anh đã giảm từ 92,5% xuống còn 50%, với 50% trọng lượng còn lại là mangan, điều này làm cho các đồng xu dễ bị xỉn màu sau một thời gian lưu hành. Bạc bị loại bỏ hoàn toàn trong tất cả các xu kể từ năm 1947 và chuyển sang đúc bằng hợp kim Đồng niken, ngoại từ các xu bạc lưu niệm. Kể từ Thời kỳ Phục hồi vĩ đại 1816, các xu 1 crown bạc được đúc với đường kính 38,61mm (1,520 in) và trọng lượng 28,276gr (tương đương 10⁄11 troy ounce)

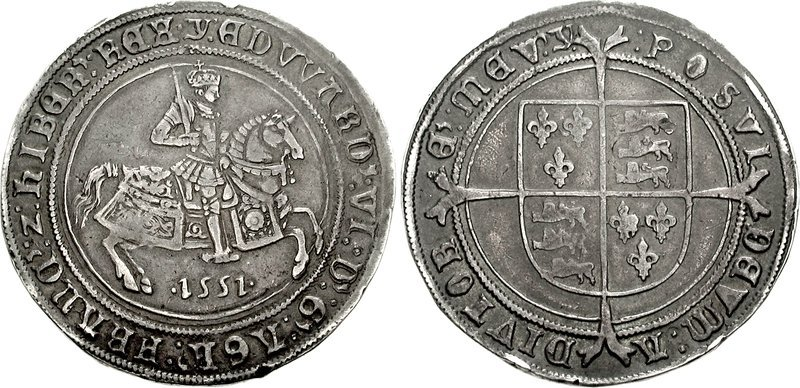
Đồng crown thời Vua Edward VI
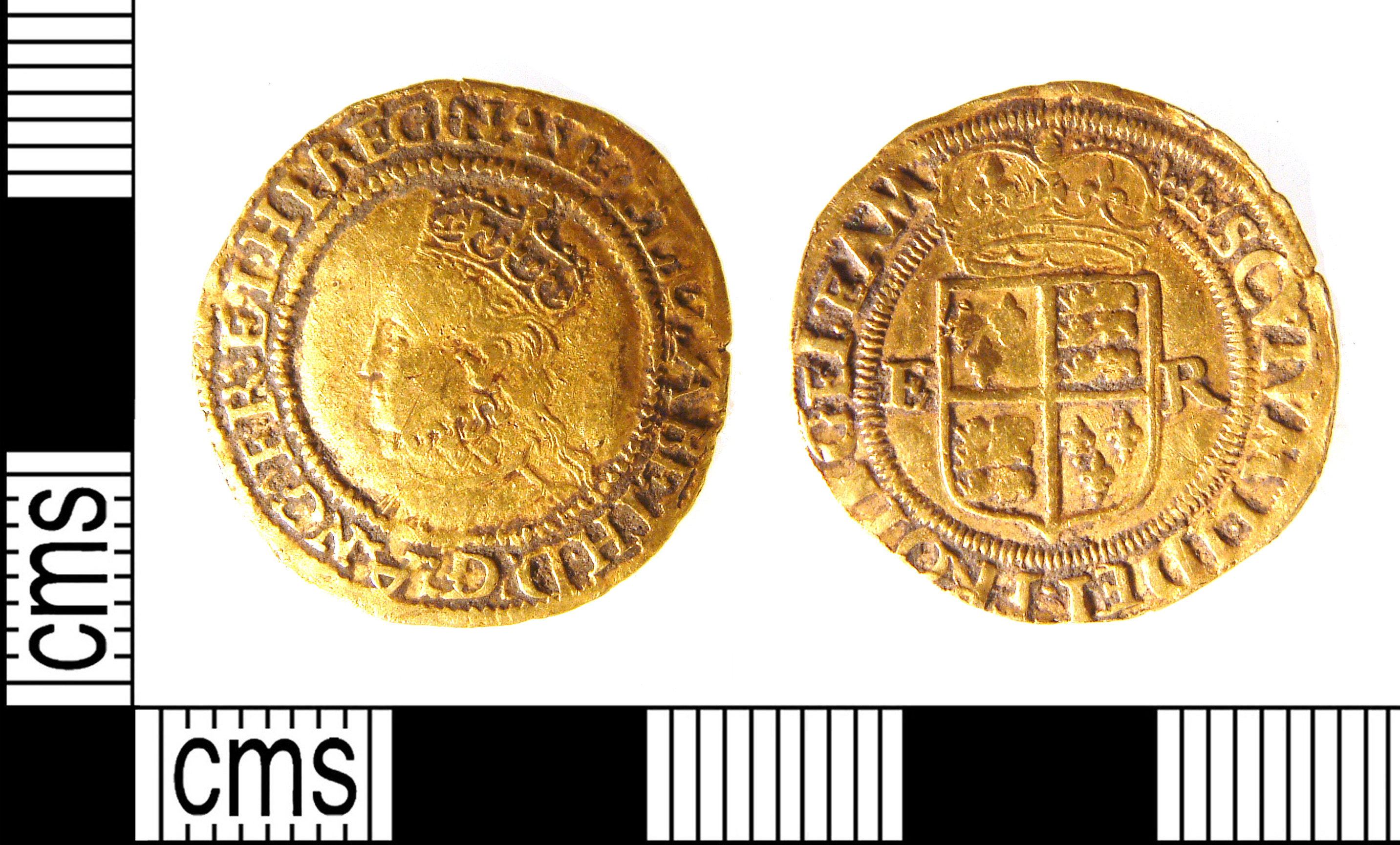
Đồng crown thời Nữ vương Elizabeth I (1561–1582)
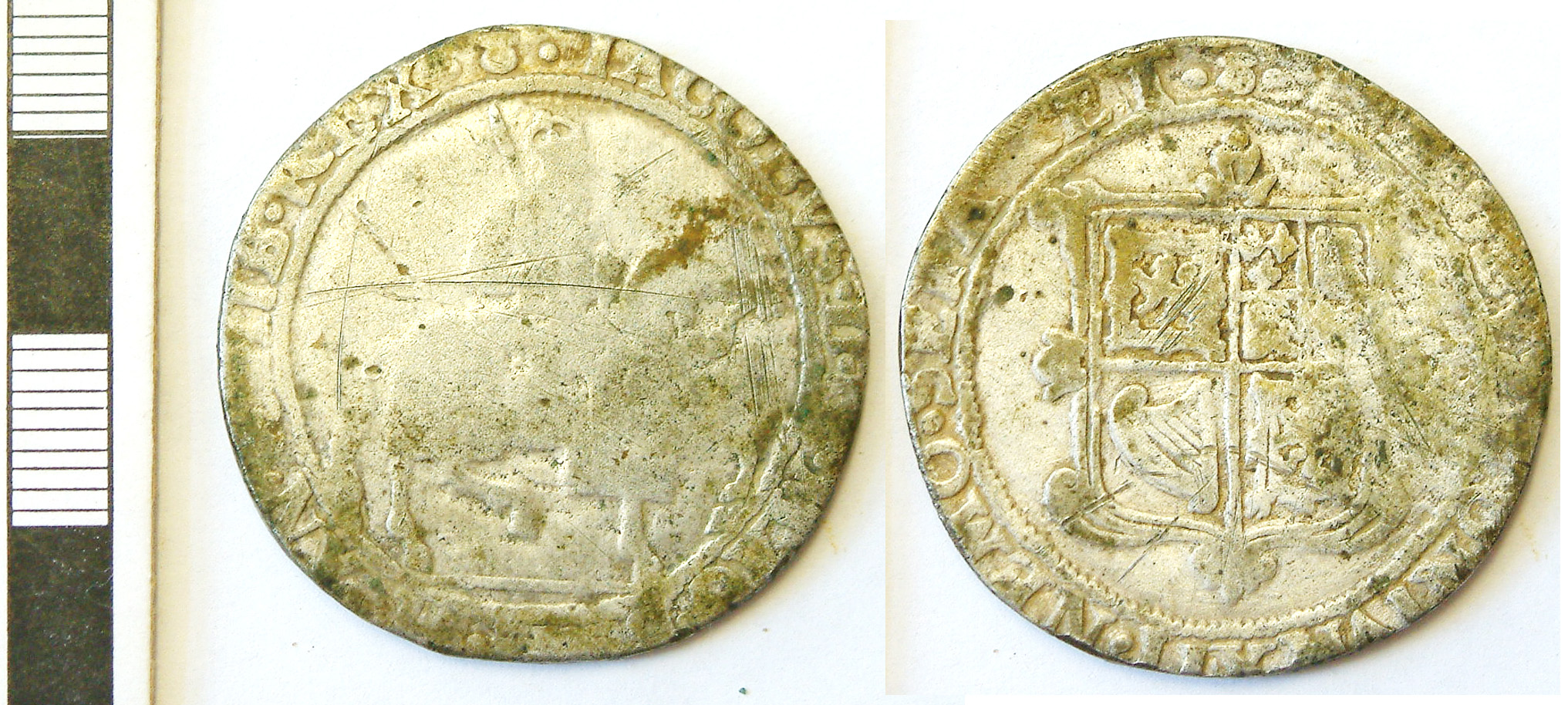
Đồng crown thời Vua James I và VI (1619–1925)
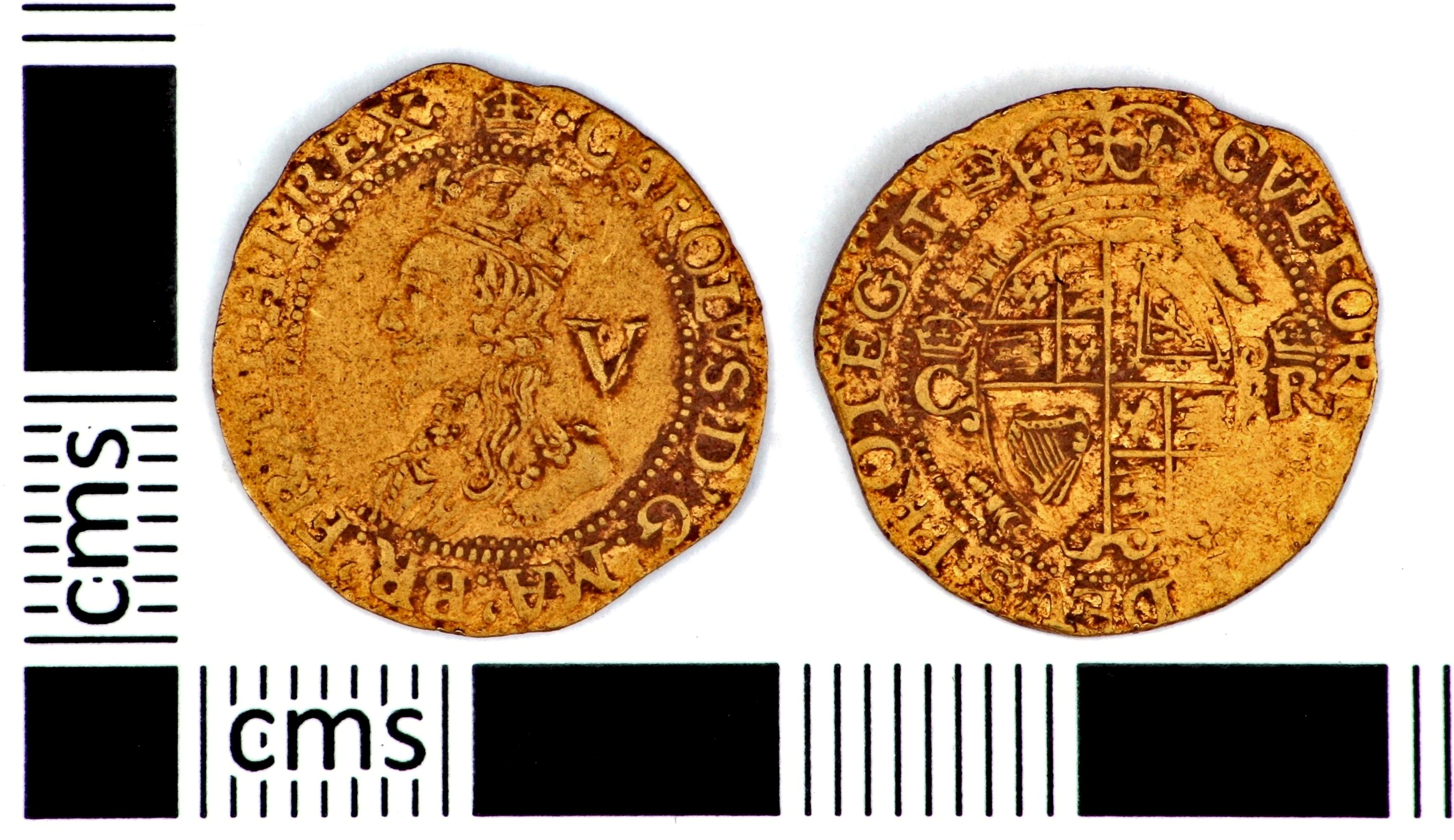
Đồng crown thời Vua Charles I
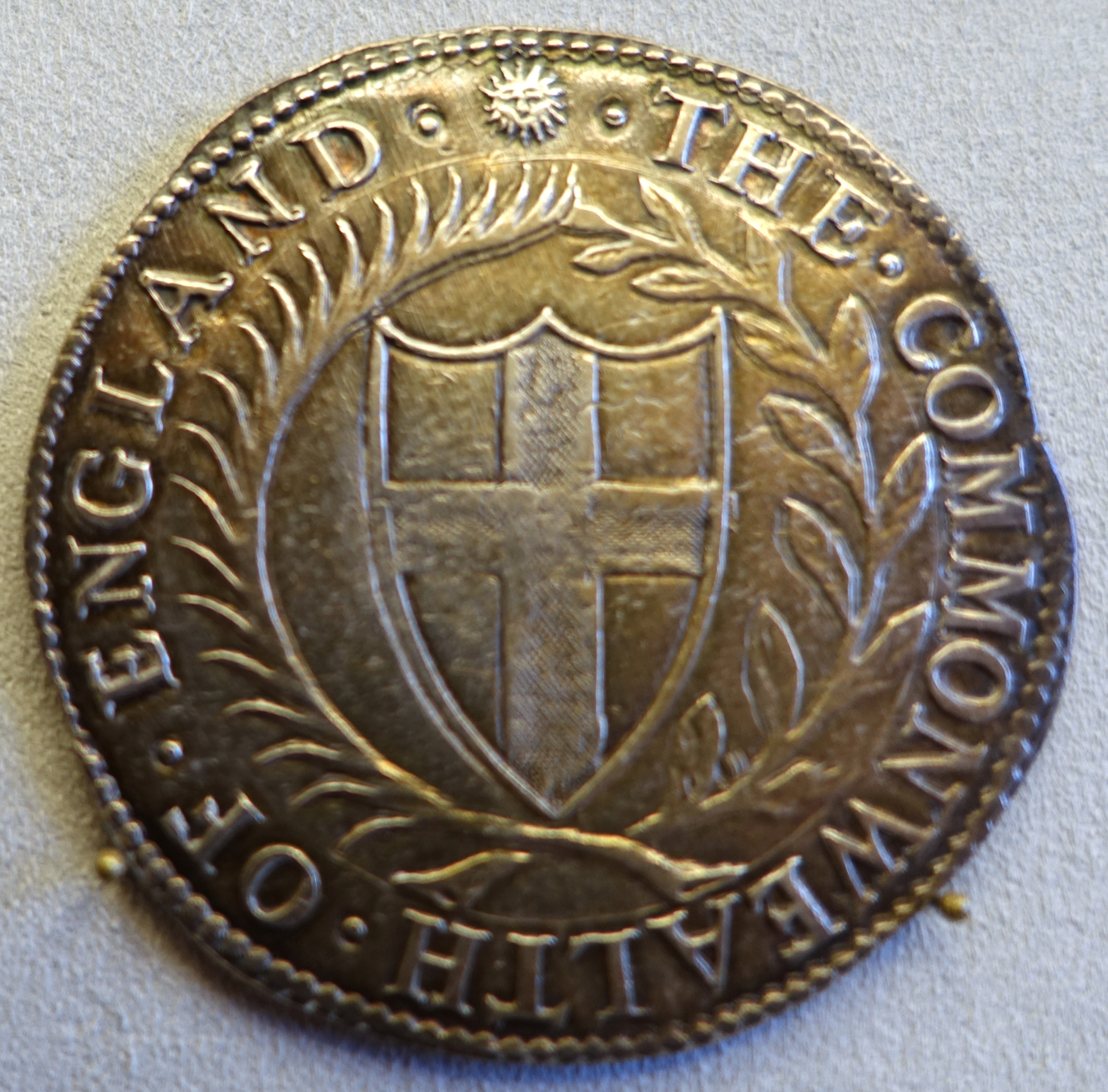
Đồng crown thời Oliver Cromwell nắm quyền (1649)
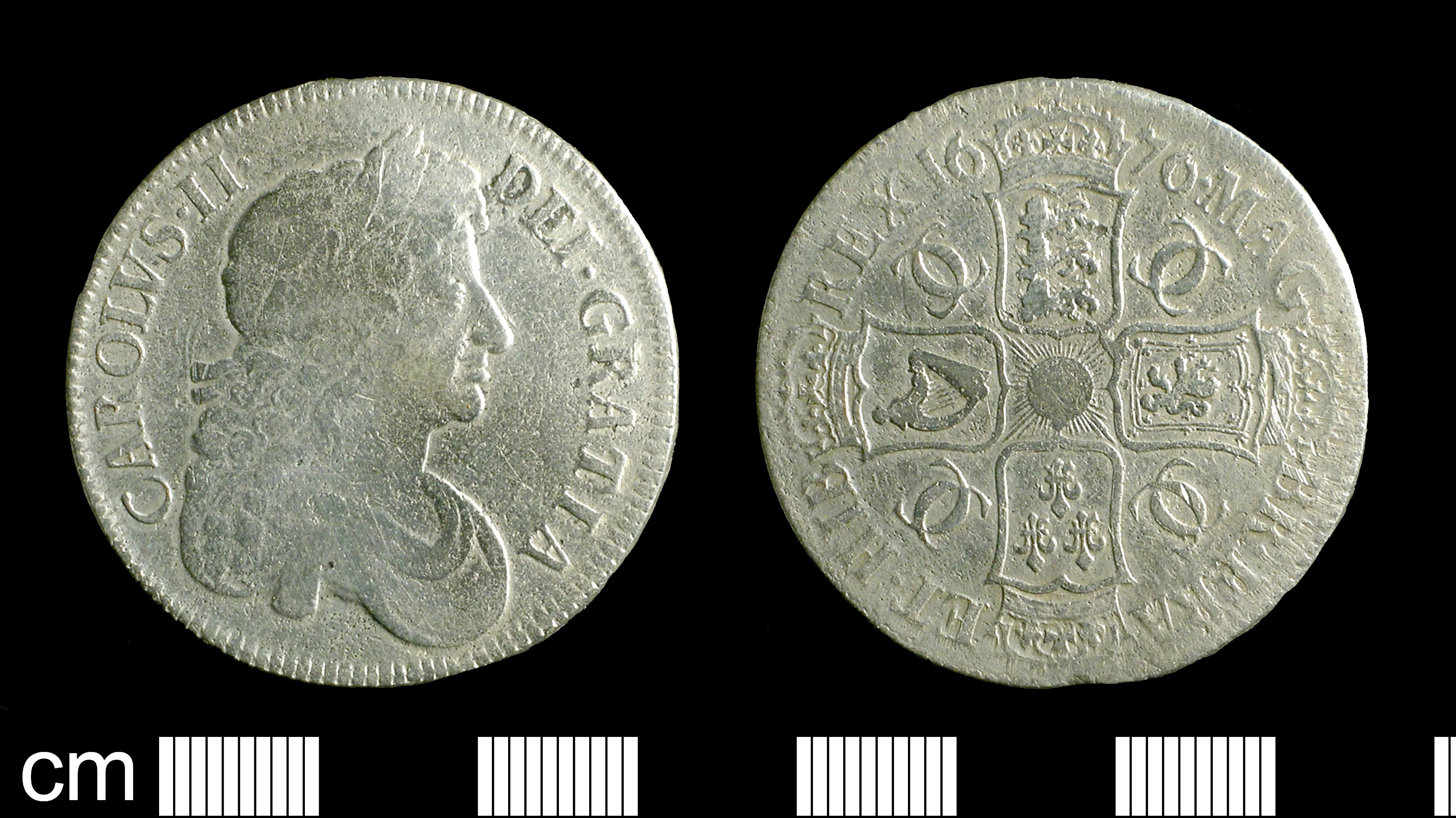
Đồng crown thời Vua Charles II (1676)
Đồng crown thời Vua William III (1696)
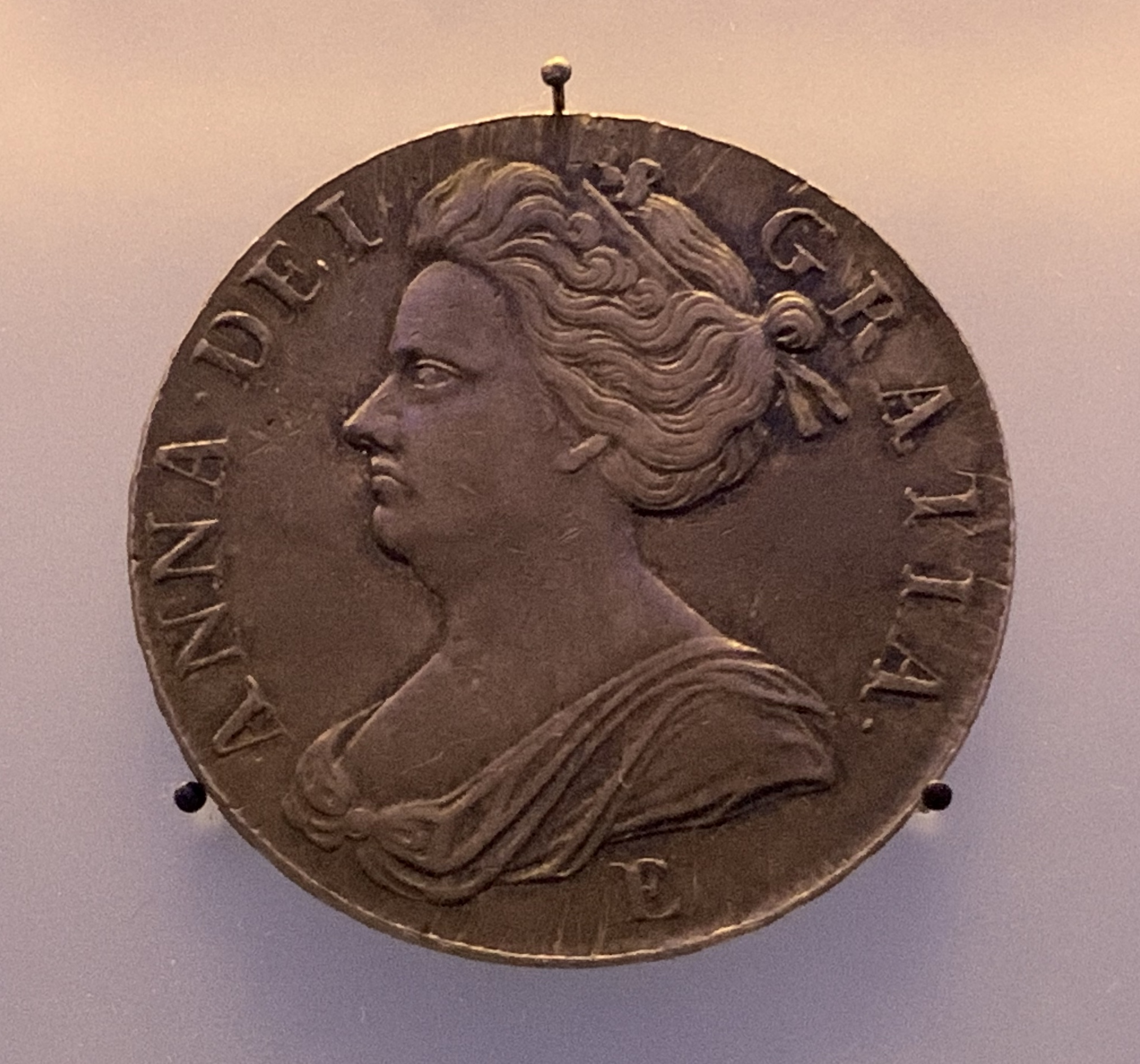
Đồng crown thời Nữ vương Anne
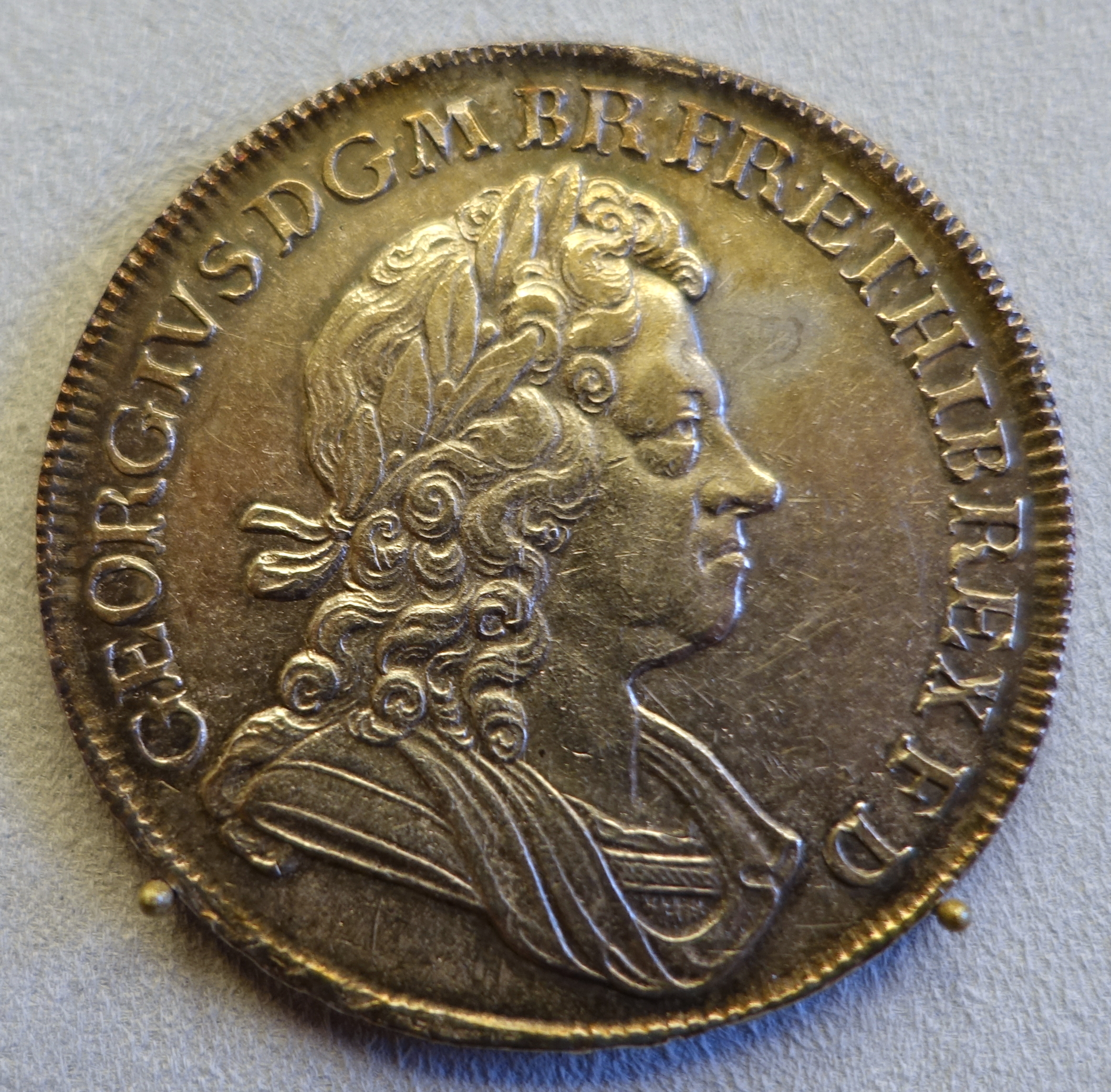
Đồng crown thời Vua George I
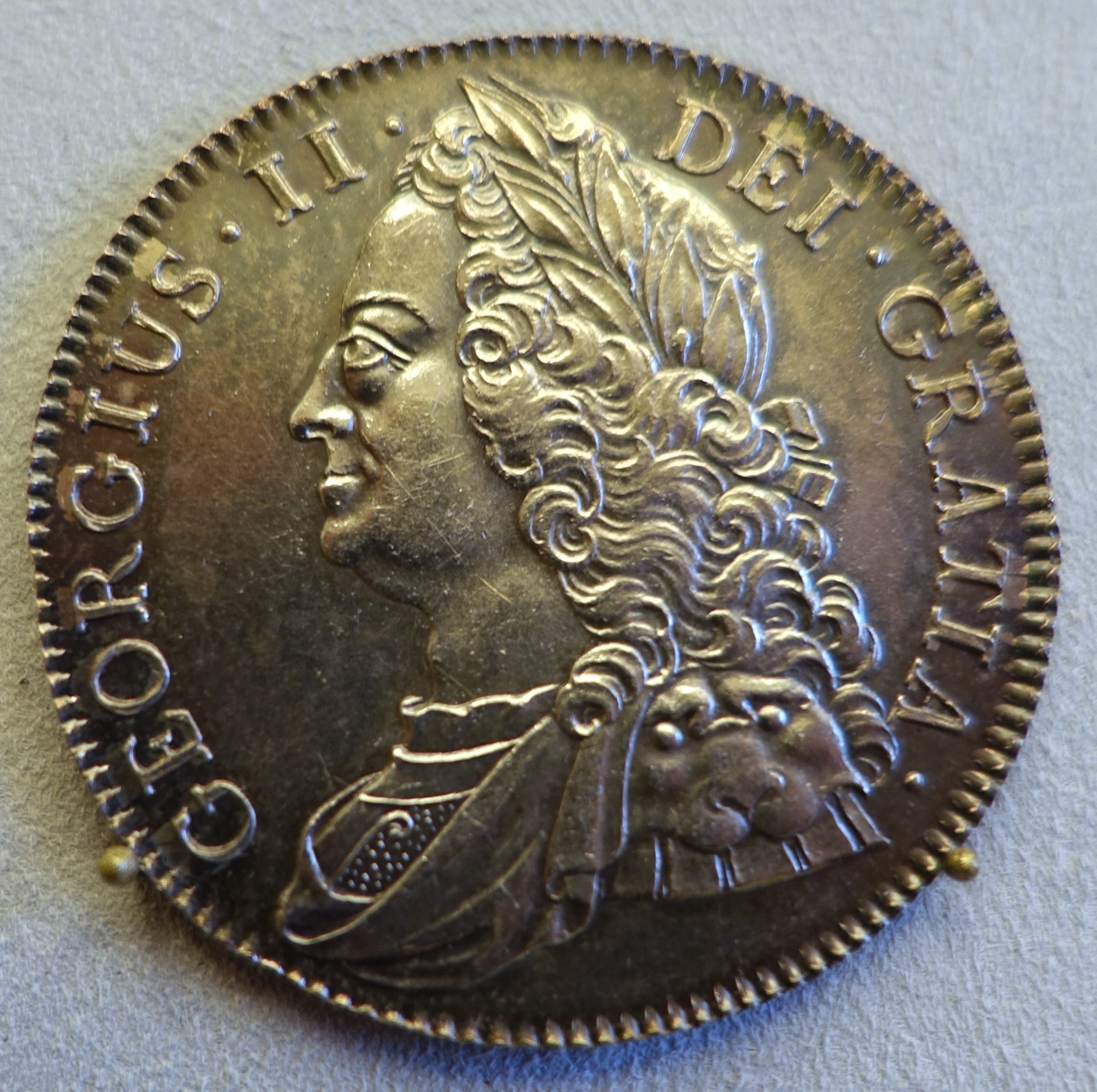
Đồng crown thời Vua George II (1743)
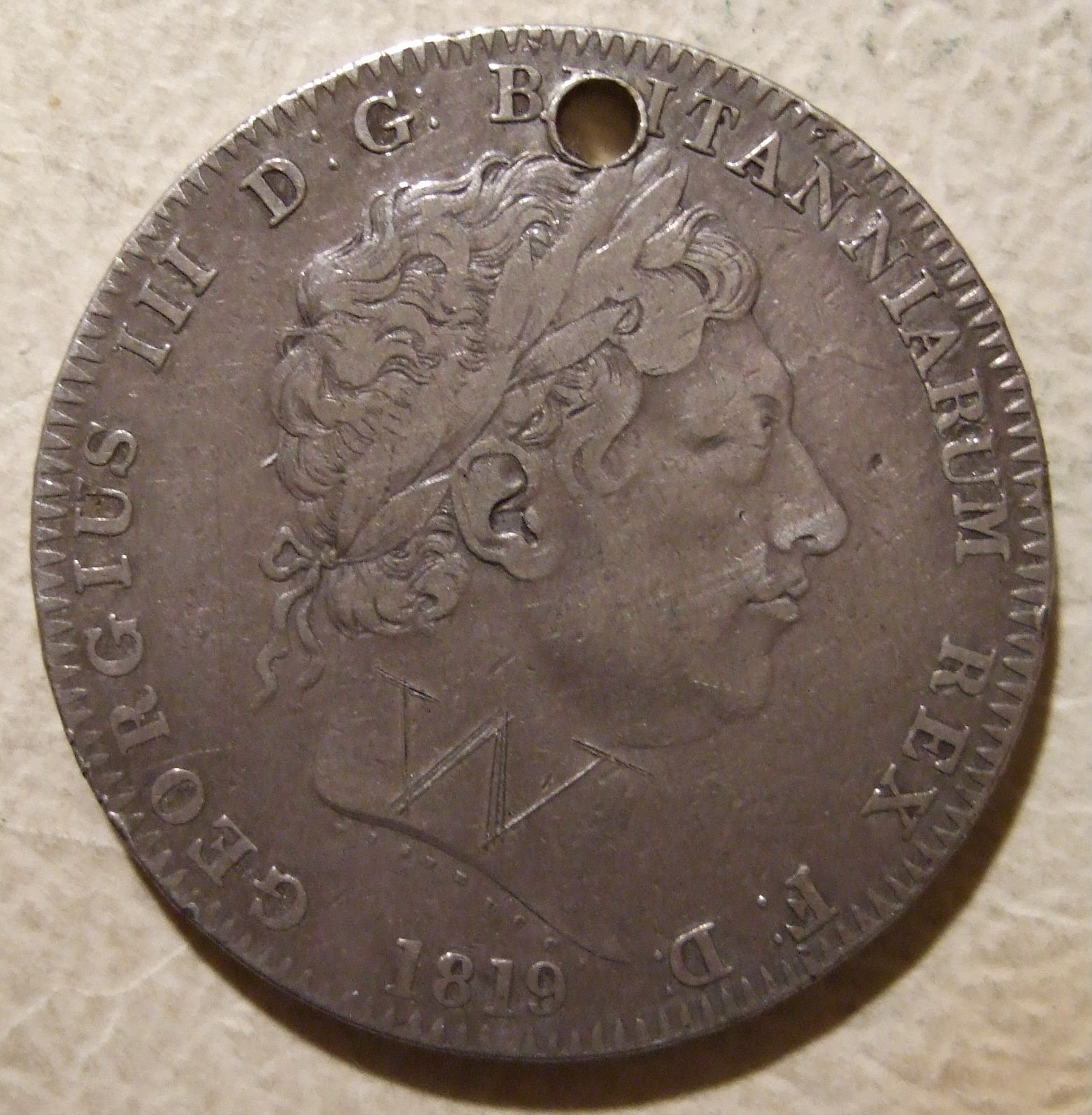
Đồng crown thời Vua George III (1819)
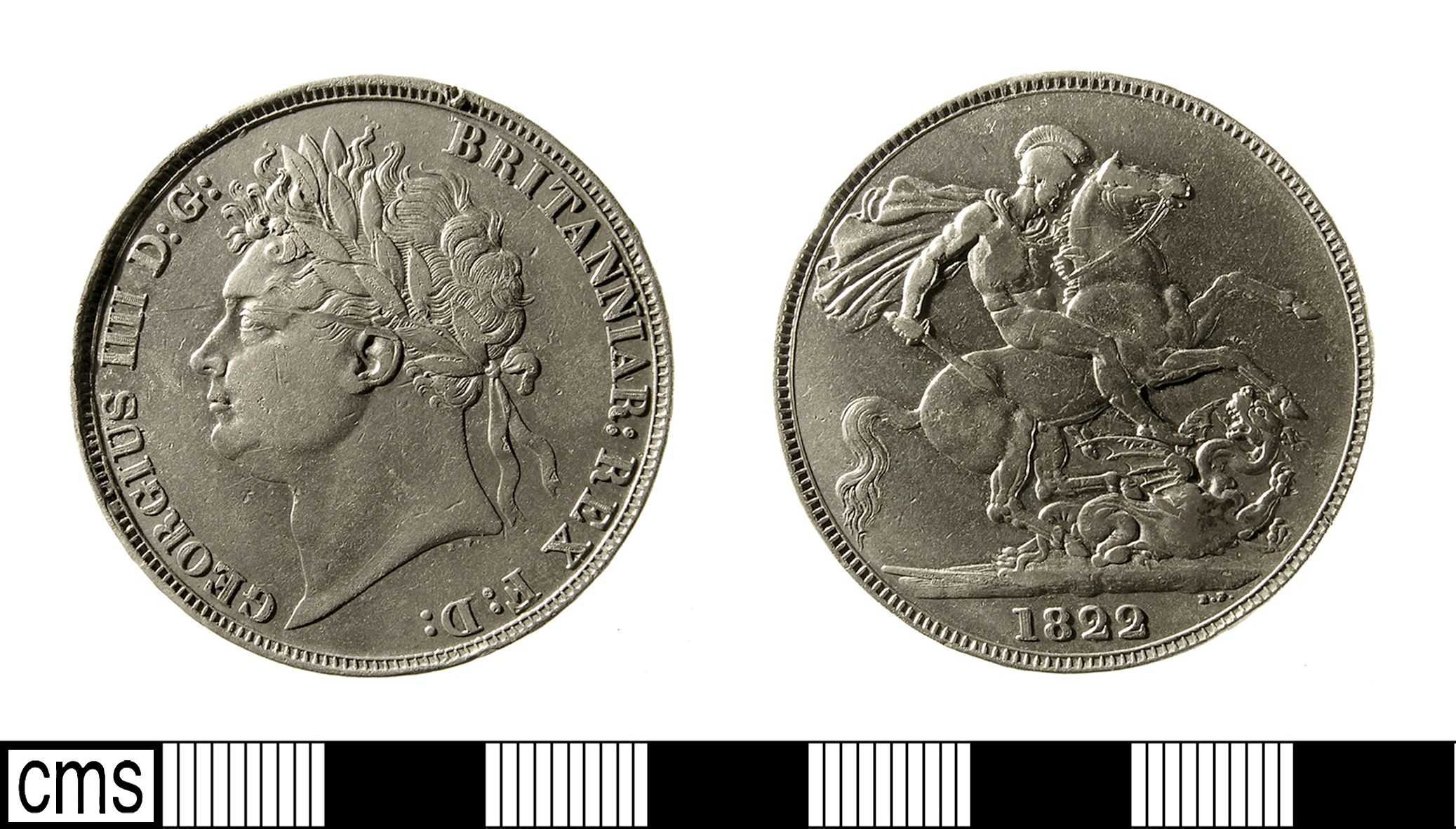
Đồng crown thời Vua George IV (1822)
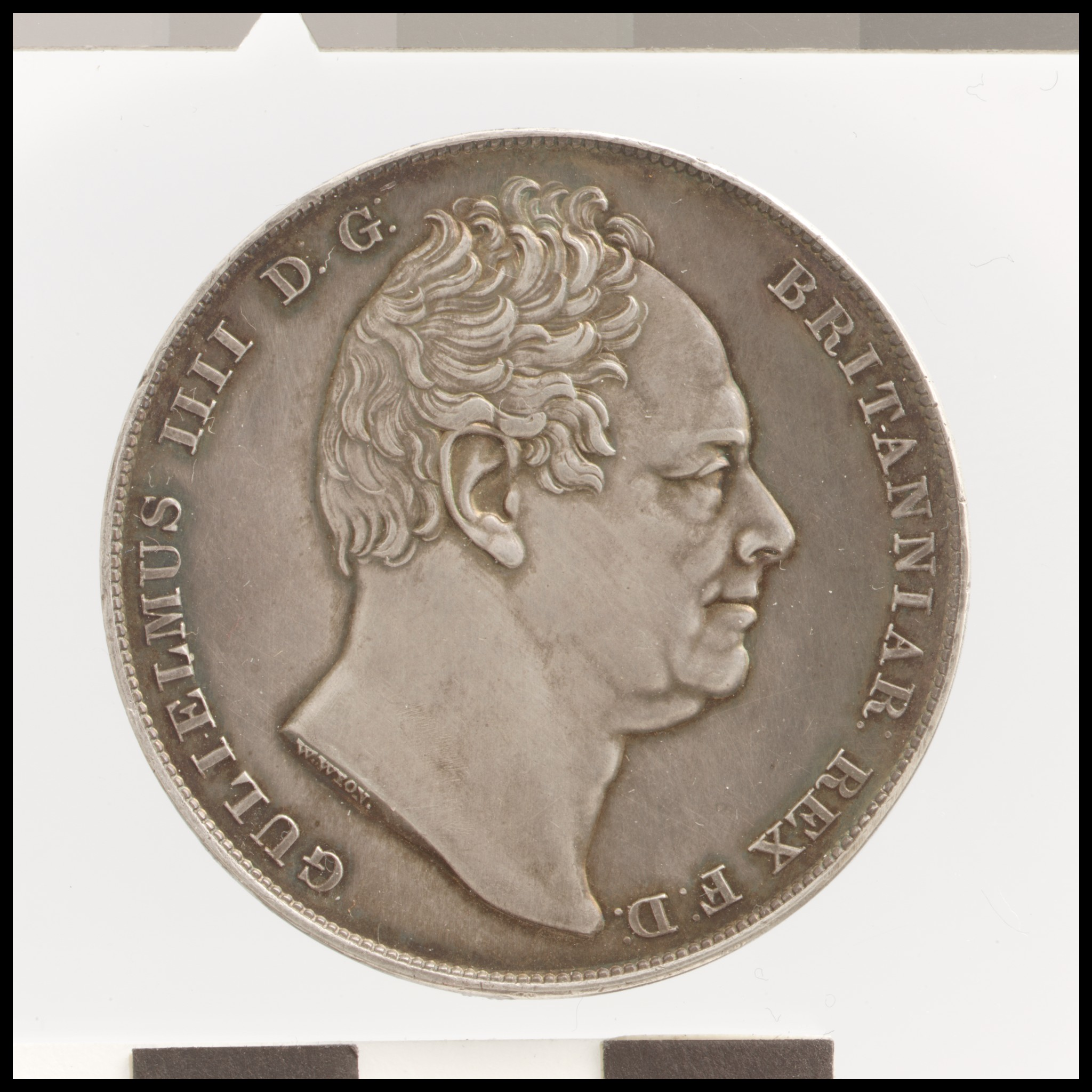
Đồng crown thời Vua William IV (1831)
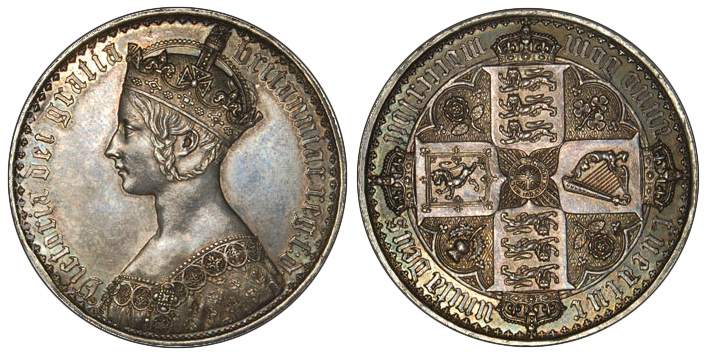
Đồng crown theo kiểu "Gothic" thời Victoria của Anh (1847)
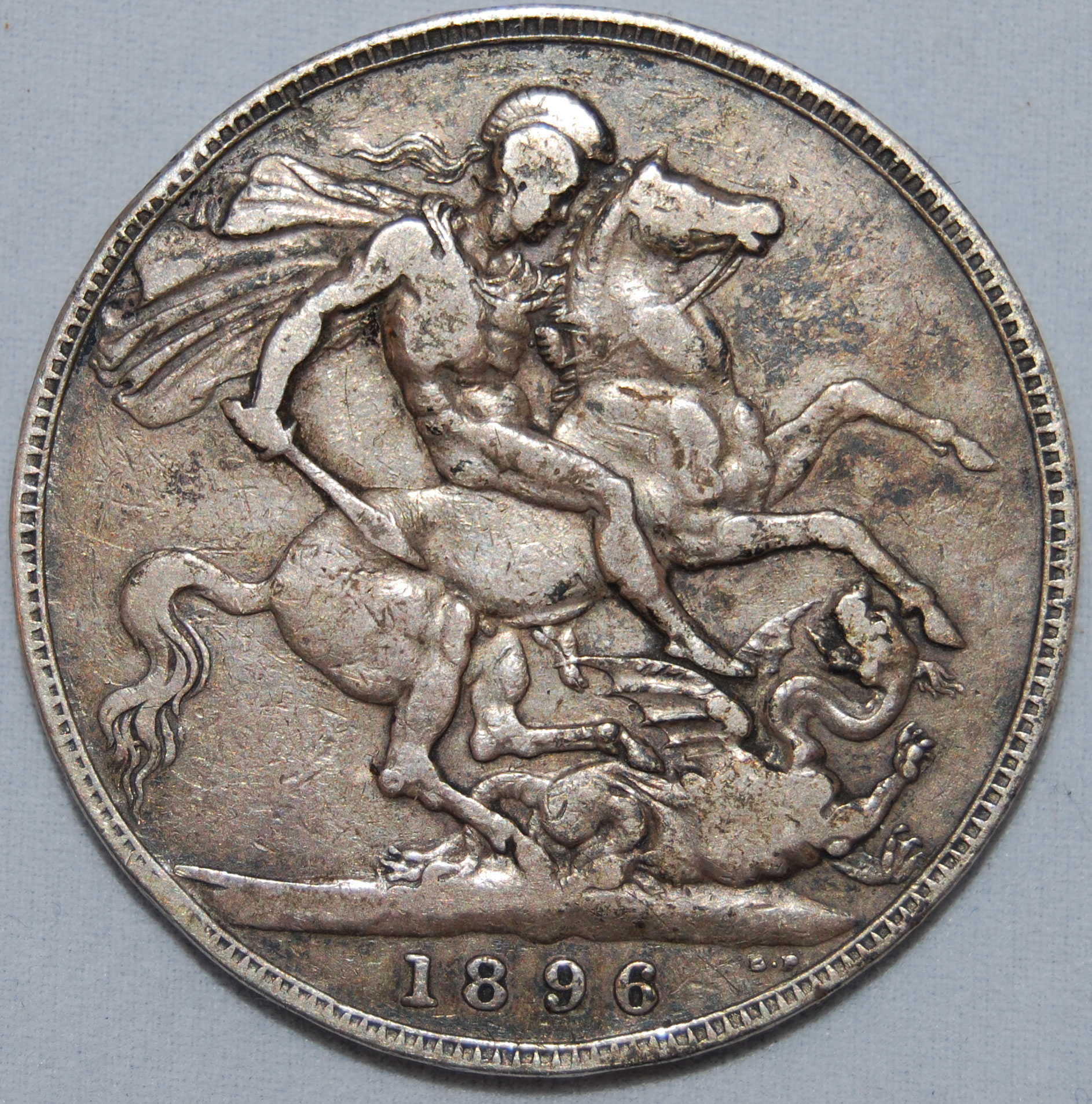
Đồng crown "old head" (mặt ngửa cũ) thời Victoria của Anh (1896).
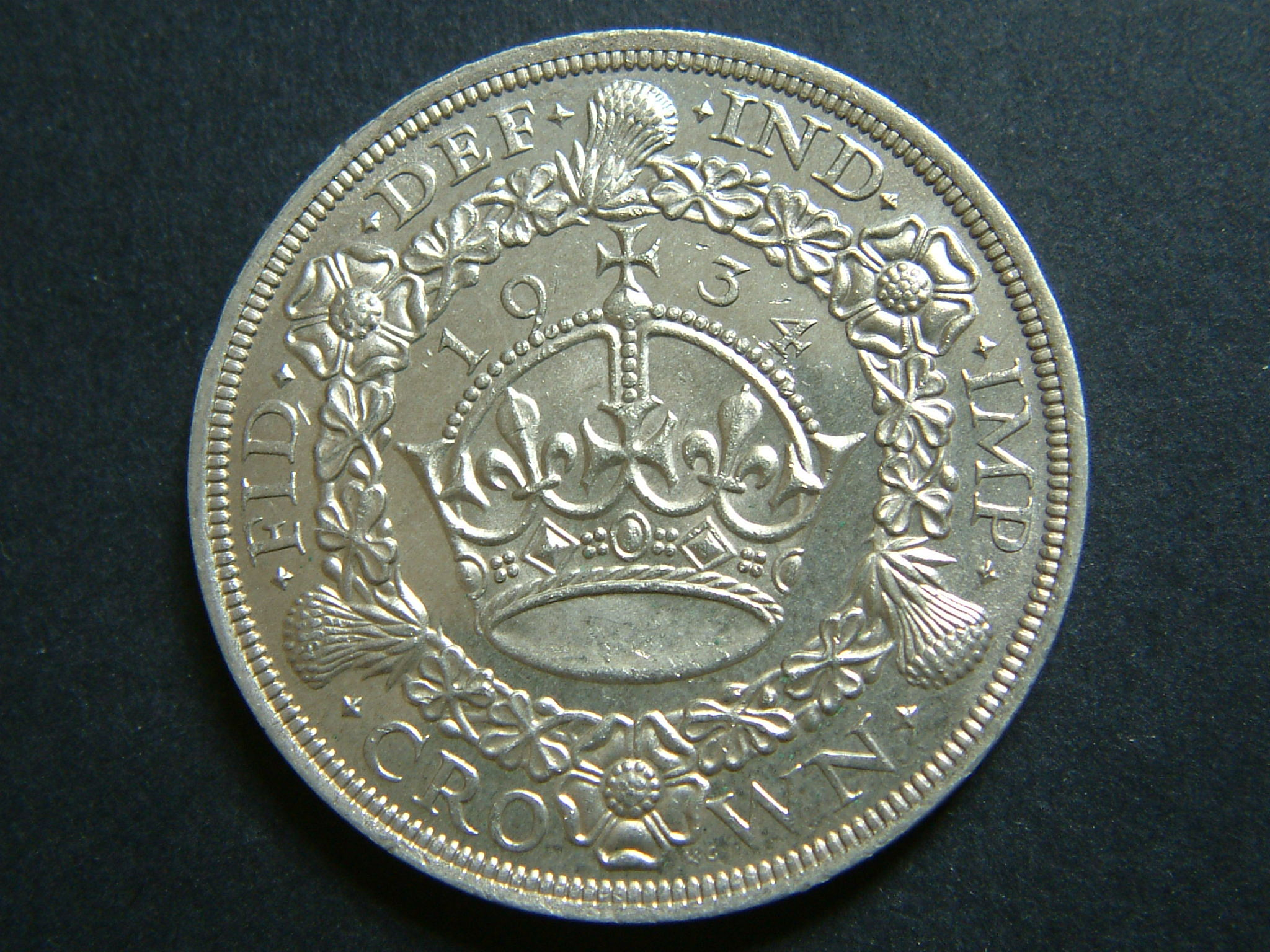
Đồng crown "Wreath" (tràng hoa) thời Vua George V (1934)
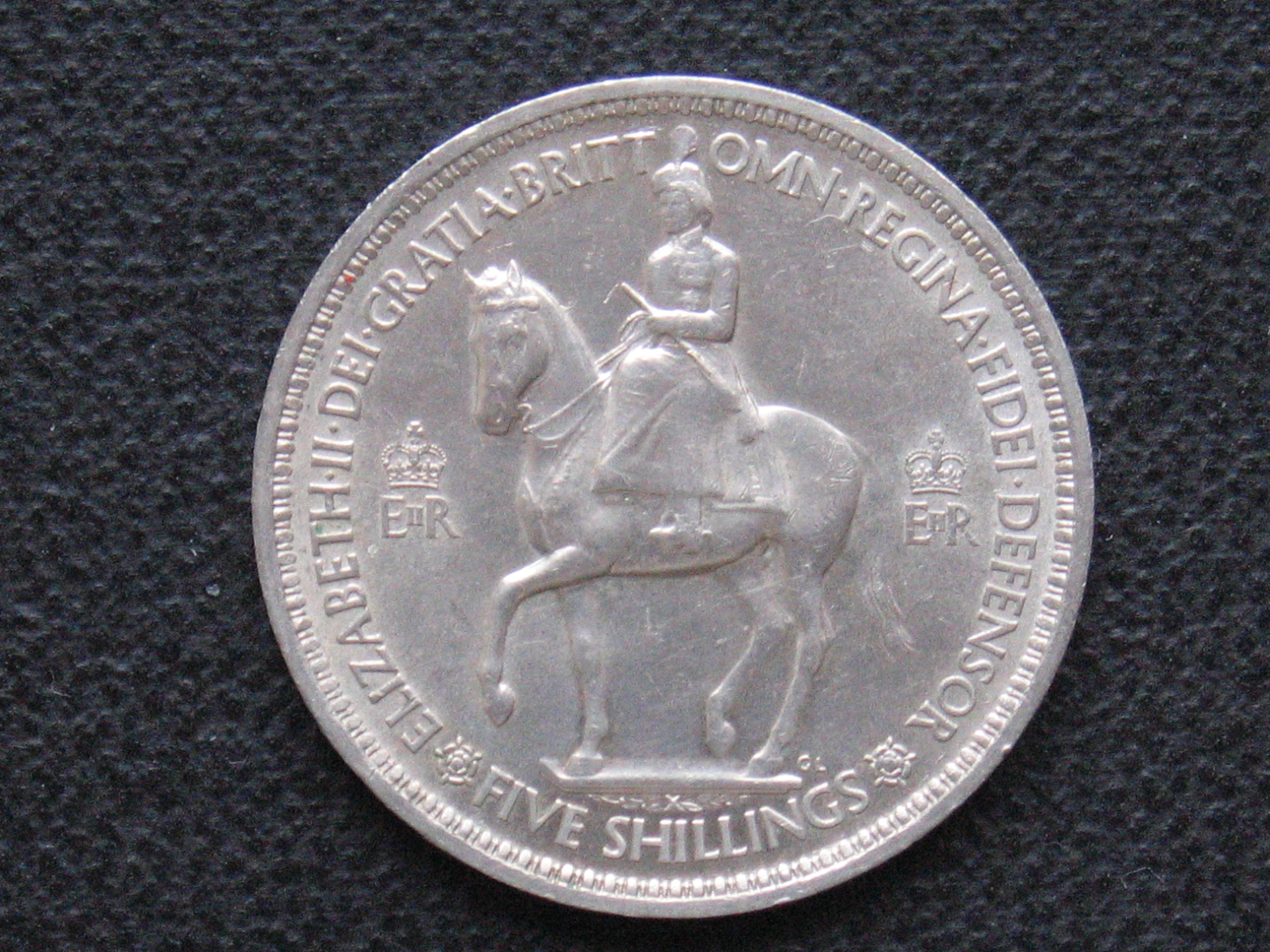
Mặt ngửa đồng crown "Coronation" (Lễ Đăng quang) thời Nữ vương Elizabeth II (1953).
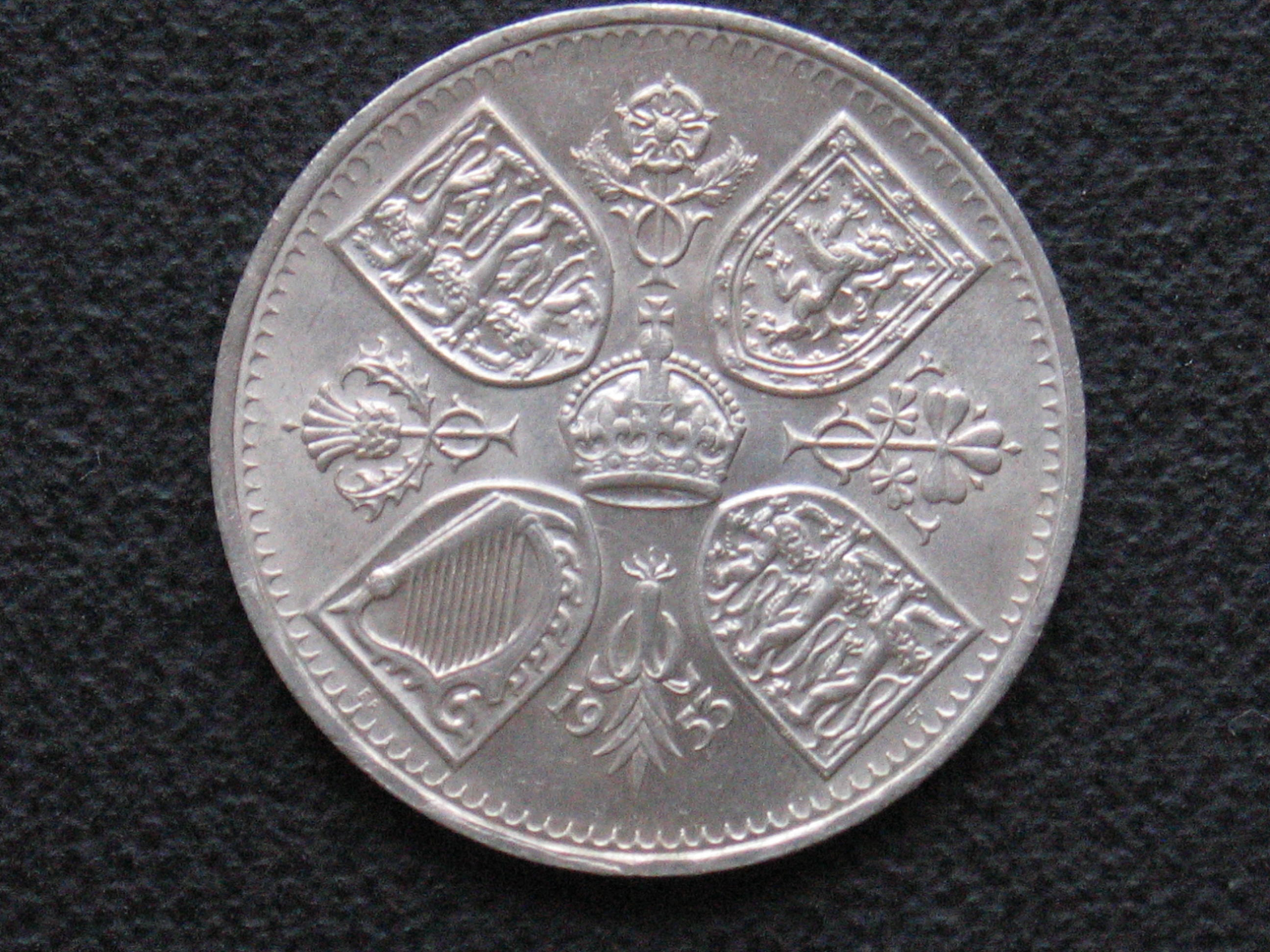
Mặt xấp đồng crown "Coronation" (1953).